# Nia Segamain
Nia Segamain, hijo de Adamair fue, según la leyenda medieval irlandesa y la tradición histórica, un Gran Rey de Irlanda. Llegó al poder después de matar a su predecesor, Conall Collamrach. Geoffrey Keating dice que su madre era la presunta diosa del bosque Flidais de los Tuatha Dé Danann, cuya magia hizo que un ciervo salvaje diera leche tan libremente como el ganado vacuno durante su reinado. Gobernó por siete años, hasta que fue asesinado por Énna Aignech. El Lebor Gabála sincroniza su reinado con el de Tolomeo VIII en Egipto (145–116 aC). La cronología del Foras Feasa ar Éirinn de Keating data su reinado en 226–219 aC, mientras que los Anales de los Cuatro Maestros lo hacen en 320–313 a. C. Su nombre significa "el hijo de la hermana (o el campeón) de Segamon", y está quizás relacionado con Segomo, una antigua deidad gala equiparada a Marte y Hércules en los tiempos romanos. Un ligeramente más histórico Nia Segamain aparece en los primitivos linajes Eóganachta, y esto es a veces interpretado como evidencia del origen galo de las dinastías.
| Predecesor: Conall Collamrach | Gran Rey de Irlanda LGE siglo II a. C. FFE 226–219 aC ACM 320–313 aC | Sucesor: Énna Aignech |